# Magrin
Magrin település Franciaországban, Tarn megyében. Lakosainak száma 135 fő (2022. január 1.). Magrin Algans, Bertre, Lacroisille, Prades, Pratviel és Teyssode községekkel határos.

## Népesség
A település népességének változása:
| Lakosok száma | 133  | 133  | 136  | 130  | 128  | 128  | 127  | 131  | 135  |
|               | 2013 | 2015 | 2016 | 2017 | 2018 | 2019 | 2020 | 2021 | 2022 |